# Маконькалнс

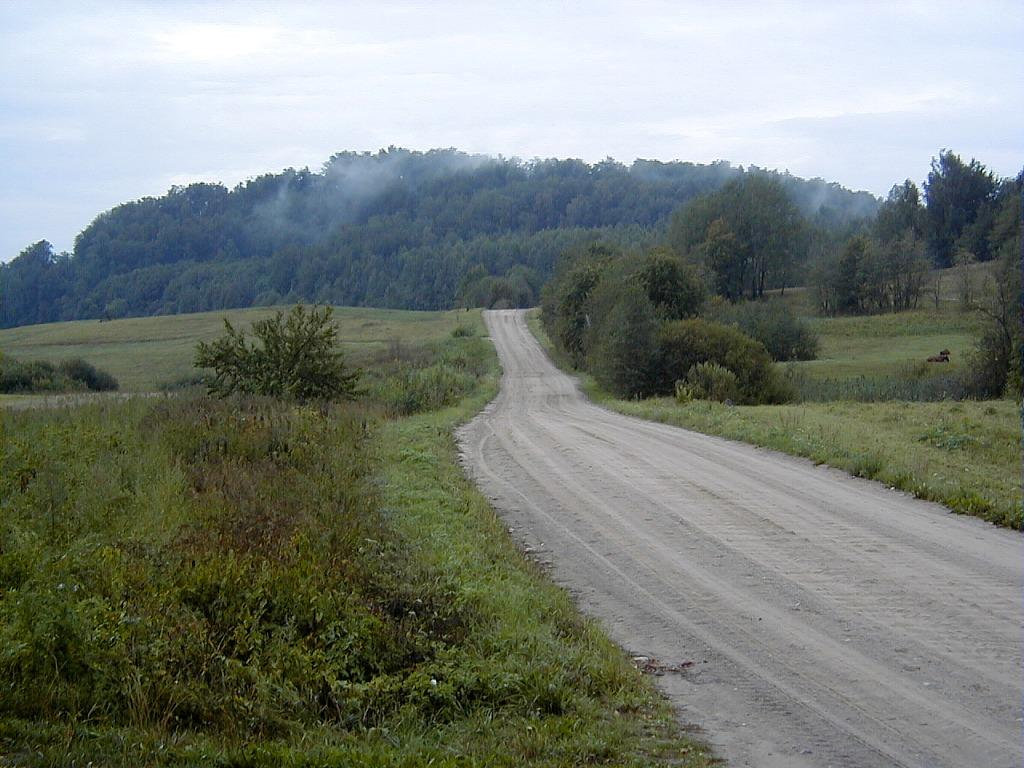
Вид на Маконькалнс

Ма́конькалнс (латыш. Mākoņkalns) — холм в Латвии. Высота над уровнем моря: 247,9 м. Находится на Латгальской возвышенности, в Резекненском крае в двух километрах от озера Разна. Одна из важнейших достопримечательностей, 3-я по высоте вершина Латгалии. С холма открывается великолепный вид на озеро Разна.

## Волькенбергский замок

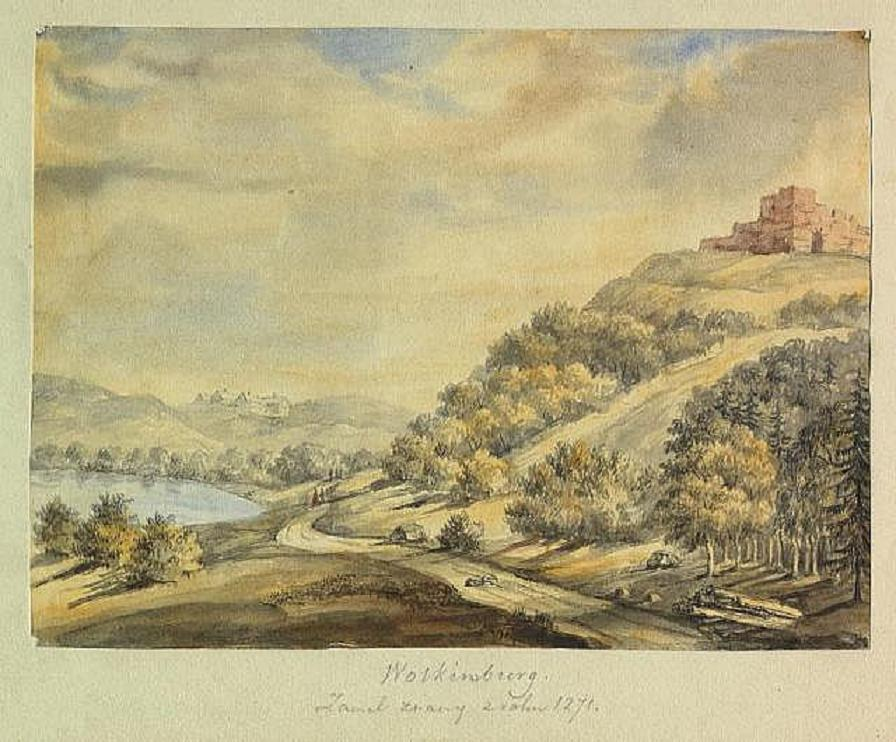
Вид на холм и замок Волькенберг. Рисунок И. К. Бротце, конец XVIII в.

На Маконькалнсе находятся руины замка Волькенберг. Точная дата основания замка не известна. В туристических путеводителях разных лет утверждается, что замок был построен в 1263 году, потому что это дата первого упоминания о нём в исторических документах. Историки же предполагают, что это было не ранее 1236 года, потому что существование замка до этой даты маловероятно с учетом исторических событий в Ливонии. Волькенбергский замок был обитаем ещё в середине XIV века. Судя по вкраплениям кирпича в каменной кладке, остатки замка могли быть использованы для каких-либо нужд и позднее. Никаких сведений о том, когда замок был покинут, не имеется. В 1880—1890-х годах раскопки Волькенбергского замка производил архитектор и историк искусств Вильгельм Нейман. Во 2-й половине XX века территория предзамка была забетонирована под эстраду, и здесь же были устроены зрительские скамьи. Археологическая инспекция 2002 года констатировала, что от бывшего замка на поверхности земли сохранилась стена высотой 4-6 м, построенная главным образом из полевых камней и частично также из кирпича. Со стороны двора стена разрушена и заросла кустами.